# Sektionsbauweise

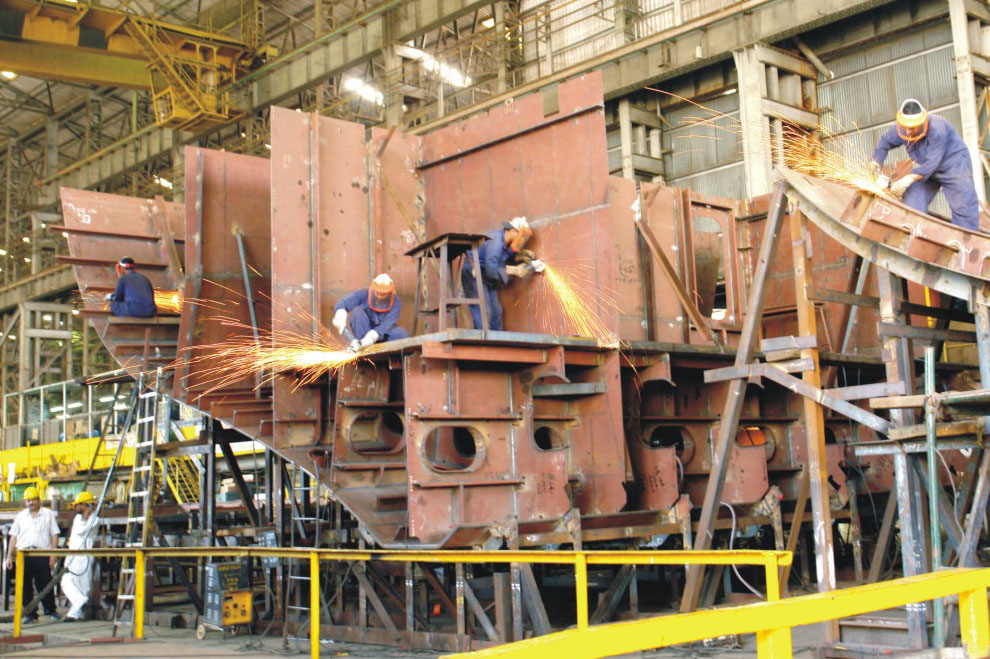
Im Bau befindliches Rumpfmodul für einen indischen Zerstörer der Kolkata-Klasse

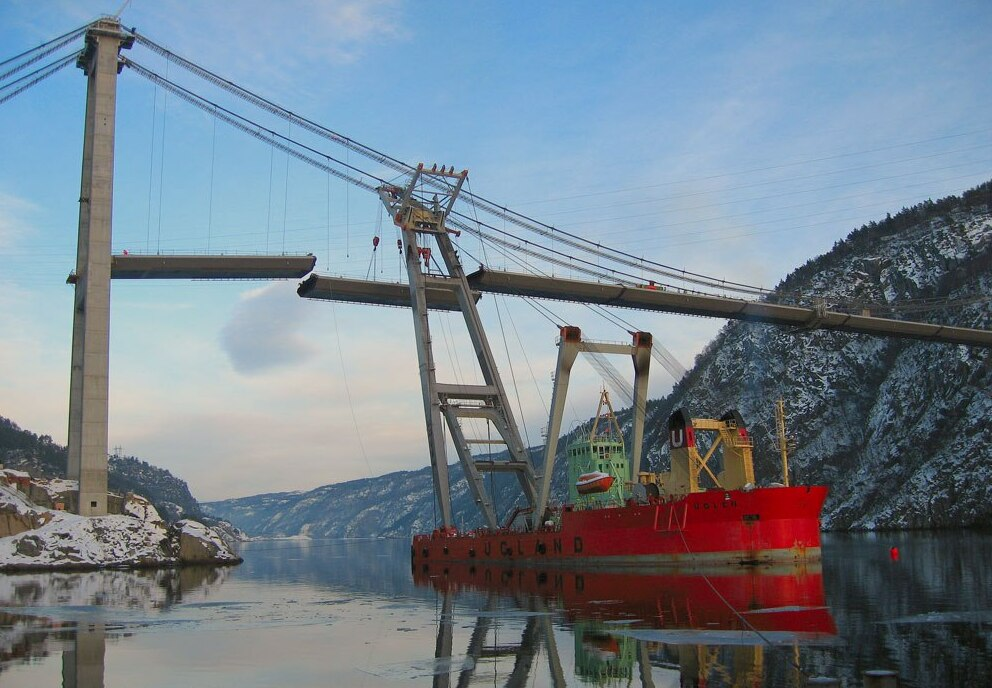
Einschwimmen eines Brückenteils

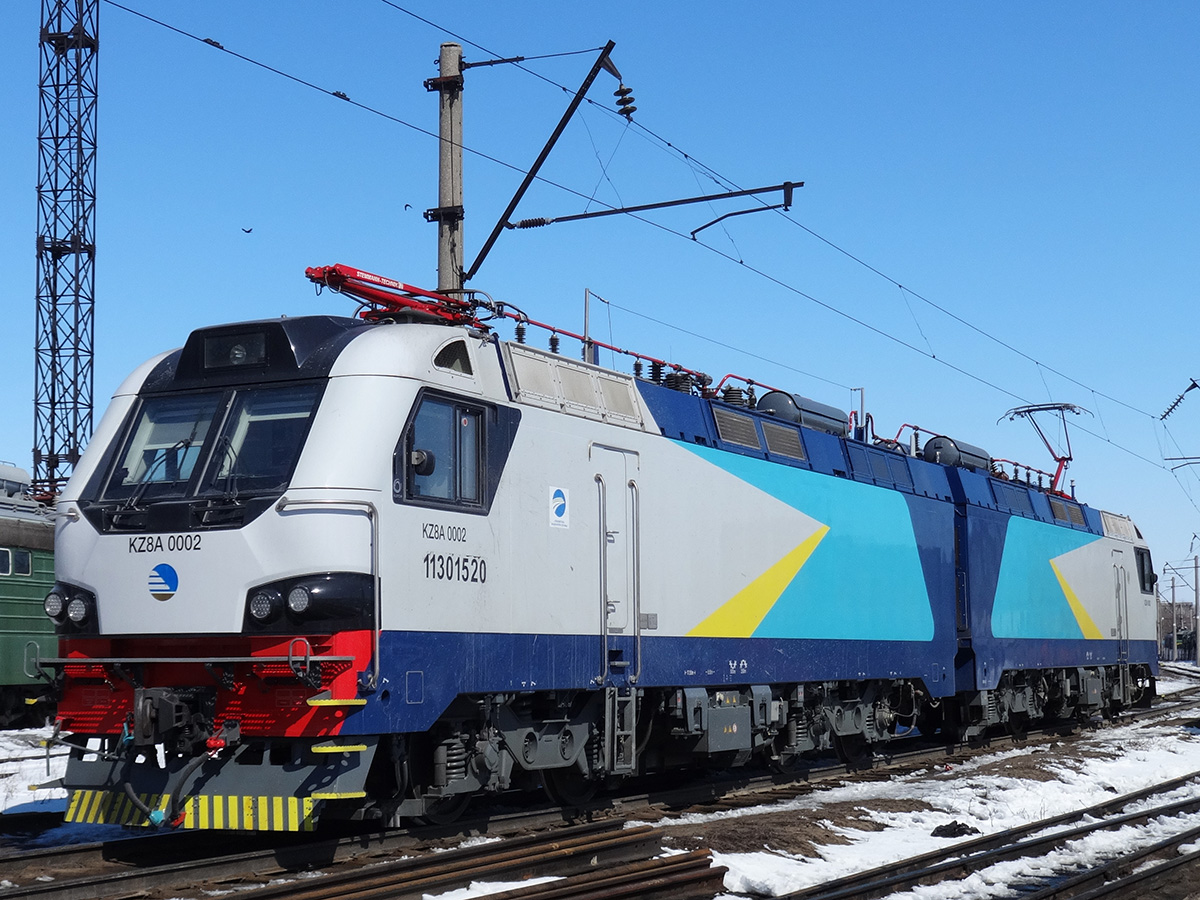
Doppellokomotive KZ8A

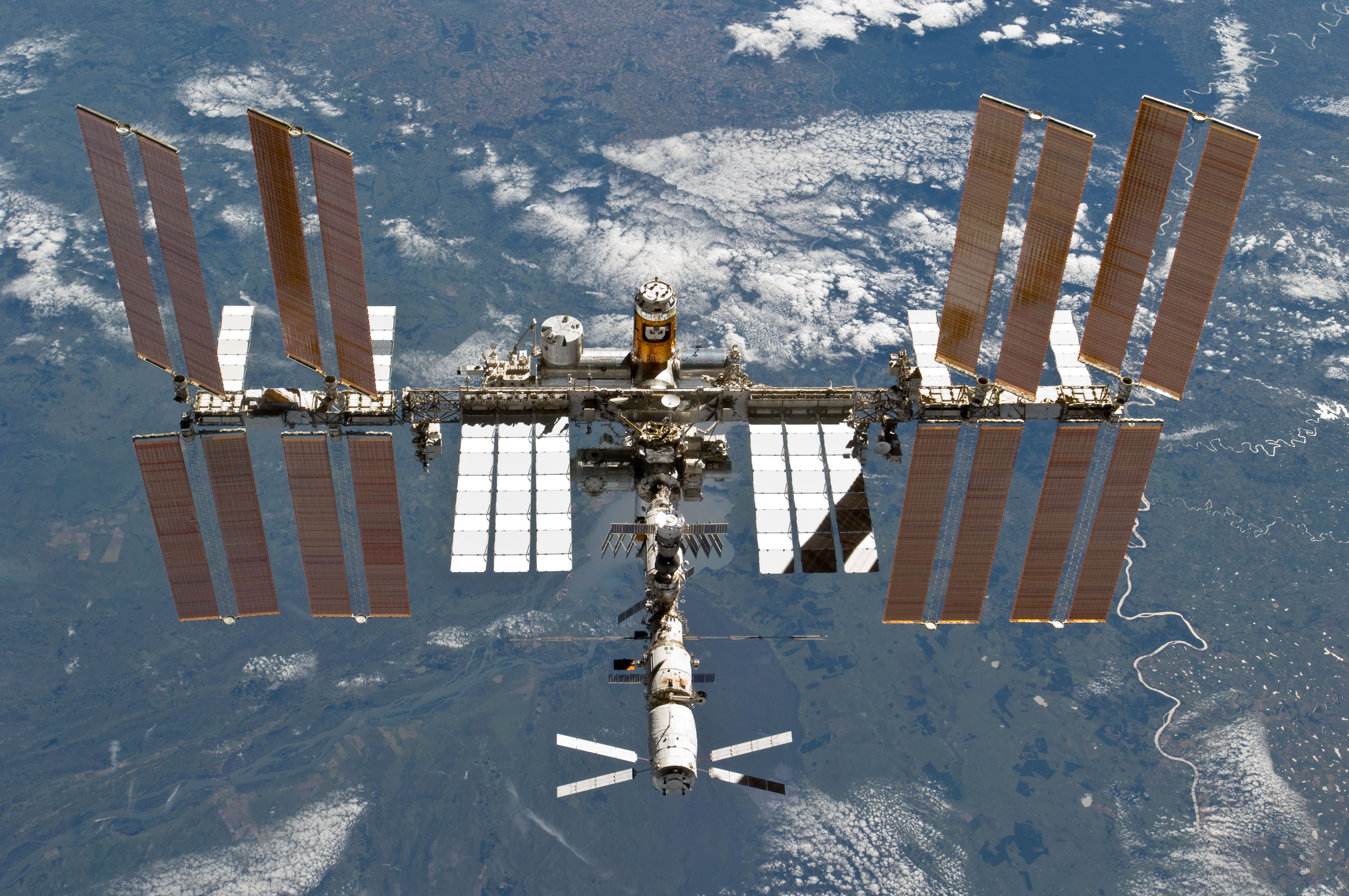
Internationale Raumstation ISS

Unter Sektionsbauweise versteht man ein Bauverfahren zur Montage von vorgefertigten Modulen (den Sektionen) zu einem wesentlich größeren und komplexen Produkt. Der Begriff wird im industriellen Schiffbau verwendet; das Verfahren selbst auch im Maschinen-, Häuser- und Brückenbau sowie bei der Flugzeugfertigung und für modulare Raumstationen. Bei Lokomotiven versteht man darunter die feste Kopplung mehrerer Lokomotivmodule, die deshalb an ihrer Koppelstelle keiner Führerstände bedürfen.

## Einzelheiten
Im Stahlschiffbau moderner Prägung gliedert sich das Zusammenfügen der einzelnen Bestandteile des Schiffsrumpfs in den Bau einzelner Sektionen. Zu Beginn werden die einzelnen Platten und Stahlprofilteile ausgeschnitten, angezeichnet und bei gekrümmten Bauteilen wie Außenhautplatten und Spanten mittels hydraulischer Pressen auf Maß gebogen. In Vormontagehallen werden die vorbereiteten Einzelteile zu den noch verhältnismäßig kleinen Flachsektionen, Außenhautschalen und Doppelbodensektionen verschweißt. Diese werden ebenfalls in Montagehallen zu sogenannten Volumen- oder Blocksektionen zusammengefügt. Je nach Auslegung der Werft werden die Volumensektionen auf der Helling oder im Baudock zum eigentlichen Schiffsrumpf zusammengebaut. Dabei ist das Auslegen der ersten Sektion gleichzeitig die Kiellegung. Baudock bzw. Helling werden durch das Sektionsbauverfahren erheblich kürzer benötigt als beim herkömmlichen Schiffbau. Der fertige Schiffsrumpf wird schließlich nach der Schiffstaufe vom Stapel gelassen oder ausgedockt.
In den Jahren 1944 und 1945 ließ die deutsche Kriegsmarine zwei neue moderne U-Boot-Typen bauen. Der Bau der U-Boot-Klassen XXI und XXIII erfolgte erstmals für U-Boote in Sektionsbauweise. Die ersten dieser Boote kamen kurz vor Kriegsende zum Einsatz. Für den Stahlbau des Typs XXI waren zwei statt früher fünf Monate vorgesehen, für den Sektionsbau vier statt zehn Monate.